# Ratpenat desèrtic
El ratpenat desèrtic (Pipistrellus deserti) és una espècie de ratpenat de la família dels vespertiliònids que es troba a Algèria, Egipte, Líbia, el Sudan, Kenya, Nigèria, Senegal i Somàlia.
Viu als deserts càlids i a les àrees urbanes.